# Кётамба
Кётамба (яп. 京丹波町 Кё:тамба-тё:) — посёлок в Японии, находящийся в уезде Фунаи префектуры Киото. Площадь посёлка составляет 303,09 км², население — 12 913 человек (1 октября 2020), плотность населения — 42,60 чел./км².

## Географическое положение
Посёлок расположен на острове Хонсю в префектуре Киото региона Кинки. С ним граничат города Аябе, Фукутияма, Нантан, Сасаяма.

## Население
Население посёлка составляет 12 913 человек (1 октября 2020), а плотность — 42,60 чел./км². Изменение численности населения с 1980 по 2005 годы:
| 1970 | 20 061 чел. |  |
| 1975 | 19 381 чел. |  |
| 1980 | 19 677 чел. |  |
| 1985 | 19 087 чел. |  |
| 1990 | 18 696 чел. |  |
| 1995 | 18 785 чел. |  |
| 2000 | 17 929 чел. |  |
| 2005 | 16 893 чел. |  |
| 2010 | 15 732 чел. |  |
| 2015 | 14 453 чел. |  |